# Aderllan Santos
Aderllan Leandro de Jesus Santos (ur. 9 kwietnia 1989 w Salgueiro) – brazylijski piłkarz występujący na pozycji obrońcy w portugalskim klubie AVS Futebol SAD.

## Kariera klubowa
Wychowanek Salgueiro AC, w swojej karierze grał także w takich zespołach jak Araripina FC, CD Trofense, SC Braga, Valencia CF, EC Vitória, Al-Ahli Dżudda oraz AVS Futebol SAD.

## Sukcesy
SC Braga
- Taça da Liga: 2012/13